# Cô gái năm ấy chúng ta cùng theo đuổi
Cô gái năm ấy chúng ta cùng theo đuổi là một bộ phim tình cảm 2011 của Đài Loan dựa trên tiểu thuyết cùng tên của Cửu Bả Đao. Ông cũng khởi nghiệp vai trò đạo diễn của mình trong bộ phim này. Nam diễn viên Kha Chấn Đông đóng vai Kha Cảnh Đằng, một sinh viên tinh nghịch sau này trở thành nhà văn. Trần Nghiên Hi trong vai Thẩm Giai Nghi, một sinh viên gương mẫu rất được các bạn nam cùng lớp yêu mến.
Bộ phim là lời tự truyện của chính đạo diễn, tác giả Cửu Bả Đao. Toàn bộ cảnh phim bao gồm ngôi trường Cửu Bả Đao từng học đều được quay tại huyện Chương Hóa, Đài Loan. Lời bài hát chủ đề của phim (Những năm ấy) cũng do Cửu Bả Đao sáng tác. Những năm ấy thể hiện bởi Hồ Hạ nhận được nhiều ủng hộ từ phía công chúng và được đề cử giải Nhạc chủ đề phim hay nhất tại Liên hoan phim Kim Mã.
Bộ phim ra mắt thế giới tại Liên hoan phim Đài Bắc lần thứ 13 vào ngày 25 tháng 6 năm 2011, sau đó được phát sóng đồng loạt tại các rạp ở Đài Loan vào ngày 19 tháng 8 cùng năm.
Bộ phim được các nhà phê bình đánh giá cao đồng thời lập nhiều kỉ lục phòng chiếu tại Đài Loan, Hồng Kông và Singapore. Kha Chấn Đông giành được giải "Diễn viên mới xuất sắc nhất" tại Liên hoan phim Kim Mã lần thứ 48 cho vai diễn của anh trong phim.

## Nội dung
Câu chuyện bắt đầu vào năm 1994. Thẩm Giai Nghi, một nữ sinh xuất sắc, rất nổi tiếng với các giáo viên và bạn học của cô. Kha Cảnh Đằng, một học sinh tinh nghịch và khó khăn, nói rằng cậu không có hứng thú với cô mặc dù là bạn cùng lớp của cô từ thời trung học cơ sở. Một ngày nọ, Kha Cảnh Đằng bị bắt gặp đang quậy phá trong giờ học, và thầy giáo đã "giao" Kha Cảnh Đằng cho Thẩm Giai Nghi.
Một hôm, Thẩm Giai Nghi quên sách tiếng Anh, Kha Cảnh Đằng đưa cho cô cuốn sách của mình và nói với giáo viên rằng cậu quên sách giáo khoa, sau đó cậu phải chịu sự phê bình và trách phạt từ giáo viên. Thẩm Giai Nghi cảm động trước sự hào phóng của Kha Cảnh Đằng, đổi lại sẽ chuẩn bị cho cậu một khóa phụ đạo để khuyến khích cậu học tập. Cô cũng thuyết phục cậu ở lại sau giờ học để học cùng cô. Mối quan hệ của họ ngày càng phát triển, và điểm số của Kha Cảnh Đằng dần được cải thiện.
Khi tốt nghiệp, Kha Cảnh Đằng đăng ký vào Đại học Giao thông Đài Loan. Trong khi đó Thẩm Giai Nghi lại không làm tốt bài thi tuyển sinh do bị ốm vào ngày hôm đó, cô chỉ cố gắng vào Đại học Sư phạm Quốc gia Đài Bắc với kết quả kiểm tra không tốt của mình. Trong khi cô chán nản và buồn bã, Kha Cảnh Đằng đã an ủi cô và người thường xuyên gọi điện cho cô mỗi đêm từ trường đại học. Trong kỳ nghỉ đông năm đó, cả hai bắt đầu "buổi hẹn hò" đầu tiên, và Kha Cảnh Đằng đã hỏi Thẩm Giai Nghi rằng cô có yêu cậu không. Tuy nhiên, vì sợ cô sẽ nói không, cậu quyết định không muốn nghe câu trả lời của cô (sau này phim tiết lộ rằng câu trả lời của Thẩm Giai Nghi là "có"). Kha Cảnh Đằng sau đó tổ chức một đêm giao đấu và mời Thẩm Giai Nghi đến xem, hy vọng sẽ gây ấn tượng với cô bằng "sức mạnh" của mình. Tuy nhiên, cô lại thấy thật trẻ con khi Kha Cảnh Đằng tự làm mình bị thương mà không có lý do. Điều này khiến cậu khó chịu, nổ ra cuộc cãi vã khiến cả hai chia tay.
Trong suốt hai năm sau khi chia tay, Kha Cảnh Đằng không hề liên lạc với Thẩm Giai Nghi. Anh đủ điều kiện tham gia khóa học nghiên cứu sau đại học tại Đại học Tùng Hải, nơi anh bắt đầu viết truyện trực tuyến. Kha Cảnh Đằng chỉ liên lạc lại với Thẩm Giai Nghi sau trận động đất 921, khi anh gọi điện hỏi thăm cô có ổn không. Trong suốt thời gian dài trò chuyện với nhau, cả hai đều than thở rằng họ không có duyên để trở thành một cặp.
Nhiều năm sau, vào năm 2005, Giai Nghi đột nhiên gọi cho anh để nói với anh rằng cô sắp kết hôn. Tất cả những người bạn cũ của cô đều tụ tập tại đám cưới, pha trò và cố gắng làm xấu mặt người chồng lớn tuổi của cô. Họ ngạc nhiên rằng những cảm xúc trong quá khứ của họ đã biến thành tình bạn sâu sắc và sự thanh thản. Kha Cảnh Đằng bắt đầu viết một cuốn tiểu thuyết trên web về những trải nghiệm của anh ấy với Thẩm Giai Nghi.
Sau đó, khi họ tụ tập để chúc mừng cô dâu và chú rể, những người bạn đùa rằng họ có thể hôn cô dâu. Người chồng nói rằng ai muốn hôn cô dâu thì trước tiên phải hôn anh ta. Kha Cảnh Đằng kéo chú rể và đẩy anh ta lên bàn, hôn anh ta như thể sẽ hôn Thẩm Giai Nghi. Trong nụ hôn của họ, anh nhớ lại và thấy hối tiếc về cuộc cãi vã của họ từ nhiều năm trước, và điều gì có thể đã thay đổi nếu anh ấy xin lỗi cô vào hôm ấy.

## Diễn viên
- Kha Chấn Đông vai Kha Cảnh Đằng
- Trần Nghiên Hy vai Thẩm Giai Nghi
- Ngao Khuyển vai Lão Tào
- Hác Thiệu Văn vai A Hòa
- Thái Xương Hiến vai Liêu Anh Hùng
- Yên Thắng Vũ vai Hứa Bác Thuần
- Loan Loan vai Hồ Gia Vỹ

## Doanh thu
Cô gái năm ấy chúng ta cùng theo đuổi đạt doanh thu hơn 20 triệu Tân Đài tệ suốt đợt chiếu ra mắt tại các rạp phim Đài Loan, cũng là bộ phim Đài Loan đầu tiên vượt mức 22 triệu Tân Đài tệ trước ngày công chiếu chính thức. Mười ngày sau công chiếu chính thức, bộ phim vượt mốc 200 triệu Tân Đài tệ. Tính riêng tại các rạp chiếu ở Đài Loan, tổng doanh thu vượt quá 420 triệu Tân Đài tệ. Đây trở thành phim điện ảnh có doanh thu cao thứ ba trong năm 2011 tại Đài Loan.
Tại Hồng Kông, bộ phim thu về 1.397.571 đô la Hồng Kông trong đợt chiếu đầu tiên, chiếm 50,6％ doanh thu tại các rạp Hồng Kông vào ngày 20 tháng 10 năm 2011. Sau bốn ngày ra mắt, tổng doanh thu đạt 11.525.621 đô la Hồng Kông, phá vỡ kỉ lục trước đây của phim Vô gian đạo II năm 2003 - thu về gần 9 triệu đô la Hồng Kông. Bộ phim cũng lập kỉ lục mới về phim điện ảnh Đài Loan đạt doanh thu trong tuần công chiếu mở màn cao nhất tại Hồng Kông. Kỉ lục này trước đó do Sắc, Giới nắm giữ từ năm 2007 với con số gần 11,5 triệu đô la Hồng Kông. Ngoài ra phim còn lập kỉ lục về số người xem trong bốn ngày đầu công chiếu cao nhất tại Hồng Kông trong năm 2011 với 211.163 lượt xem, vượt qua 3D Sex and Zen với kỉ lục cũ là 143.222 lượt. Thêm vào đó, bộ phim còn giành được doanh thu bốn ngày đầu cao nhất ở thể loại phim 2D trong năm 2011, giữ vị trí là phim có tổng doanh thu cao nhất tại Hồng Kông trong bốn tuần liên tiếp. Trong giờ cuối cùng của năm 2011, bộ phim được tuyên bố rằng đã thu về hơn 61,28 triệu đô la Hồng Kông, khẳng định vị trí là phim điện ảnh tiếng Hoa có doanh thu cao nhất mọi thời đại tại Hồng Kông. Kỉ lục này trước đây thuộc về phim Tuyệt đỉnh Kungfu vào năm 2004.
Tại Ma Cao, bộ phim thu về hơn 100.000 đô la Hồng Kông trong tuần đầu công chiếu với lượng khán giả đạt trong rạp đạt gần 100%.
Tại Singapore, bộ phim thu về 675.000 đô la Singapore, trở thành phim có doanh thu cao thứ nhì tại Singapore trong tuần đầu công chiếu, mặc dù bộ phim được chỉ định dành cho lứa tuổi 16 trở lên xem, điều này đã gây sự ngạc nhiên cho hãng phân phối của bộ phim là 20th Century Fox. Bộ phim cũng phá kỉ lục doanh thu tuần đầu cao nhất dành cho thể loại phim Trung Quốc chiếu tại Singapore. Kỉ lục này trước đây được phim Secret lập vào năm 2007, từng thu về 390.000 đô la Singapore. Bộ phim cũng vượt qua thành tích của các phim tiếng Hoa khác như Monga, Cape No. 7 và Sắc, Giới. Tính đến ngày 20 tháng 11 năm 2011, tổng doanh thu phòng chiếu đạt 1,35 triệu đô la Singapore.

## Giải thưởng
| Năm  | Giải thưởng                        | Hạng mục                        | Đối tượng                                          | Kết quả   |
| ---- | ---------------------------------- | ------------------------------- | -------------------------------------------------- | --------- |
| 2011 | Liên hoan Phim Đài Loan lần thứ 13 | Giải Khán giả                   | Cô gái năm ấy chúng ta cùng theo đuổi              | Đoạt giải |
| 2011 | Liên hoan phim Kim Mã lần thứ 48   | Nữ diễn viên xuất sắc nhất      | Trần Nghiên Hi Cùng với bộ phim Sơ luyến phong bạo | Đề cử     |
| 2011 | Liên hoan phim Kim Mã lần thứ 48   | Nam diễn viên mới xuất sắc nhất | Kha Chấn Đông                                      | Đoạt giải |
| 2011 | Liên hoan phim Kim Mã lần thứ 48   | Đạo diễn mới xuất sắc nhất      | Cửu Bả Đao                                         | Đề cử     |
| 2011 | Liên hoan phim Kim Mã lần thứ 48   | Nhạc chủ đề phim hay nhất       | Những năm ấy (那些年)                              | Đề cử     |